# 吳明益
吳明益（1971年6月20日—），台灣跨領域藝術家、作家、學術與環境活動家，為國立東華大學人文社會科學院華文文學系教授，以其小說作品《複眼人》、《單車失竊記》聞名於國際。
吳明益的創作以小說、散文為主。其長篇小說《複眼人》已售出十餘國版權，開創台灣小說首次由國外主流文學出版社買下版權的先例。英、法譯本分別由Harvill Secker（2013）及Éditions Stock（2014）出版，法譯本於2014年獲得法國島嶼文學獎（Prix du livre insulaire）小說類大獎。2018年，以《單車失竊記》入選英國布克國際獎（Booker International Prize），成為首位入圍臺灣人。 其短篇小說《天橋上的魔術師》被改編為同名電視劇集，於2021年2月20日在公視主頻、myVideo和Netflix等平台播出。

## 生平
1971年6月20日，吳明益出生於臺灣台北市。輔仁大學大眾傳播系廣告組畢業，國立中央大學中文博士。
取得博士學位後，曾短期擔任國立中興大學人社中心研究員。2000年，吳明益加入國立東華大學人文社會科學學院擔任中國語言與文學助理教授。
吳明益除了擔任國立東華大學華文文學系教授，開授創意寫作、影像與創作、自然書寫、小說創作、華語流行音樂等課程，同時兼任生態關懷者協會常務理事、黑潮海洋文教基金會董事，關注現今環境與生態問題，同時自2013年開辦以其母親的名義設立吳鄭秀玉女士黑潮獎助金。
吳氏成名於環境書寫與環境運動，被認為是當代台灣最具代表性作家之一。

## 事件
2018年3月，吳明益以《單車失竊記》入圍布克國際獎，但主辦方卻將其國籍「台灣」（Taiwan）改為「中國台灣」（Taiwan, China）。吳在臉書表示，這和其個人立場不同，會尋求協助，並向主辦單位表達其個人立場。此事件也引發英國媒體關注，英國《每日電訊報》指出，主辦方是受到中國駐英國大使館的施壓，才更改了吳的國籍。中華民國外交部在獲悉狀況後，則透過駐英國台北代表處向主辦單位表達嚴正關切，並要求更正對台灣的稱謂。布克國際獎發言人史普蘿伊（Truda Spruyt）表示，先前獲得建議「中國台灣」（Taiwan, China）為正確、政治中立的用法（the correct, politically neutral form），已另向英國外交及國協事務部尋求有關英國官方對台灣立場的澄清。而獎項的贊助商英仕曼集團雖在中國擁有商業利益，但並未參與這項決定；在英仕曼集團的網站上，吳明益的國籍仍標示為「台灣」（Taiwan）。在復活節假期後，主辦單位將吳明益的國籍改回「台灣」。

## 作品

### 長篇小說
- 《睡眠的航線》（台北：二魚文化，2007；2025修訂版）

［法譯本］Gwennaël Gaffric (關首奇), Les Lignes de navigation du sommeil (Paris: Éditions You Feng, 2012)
［日譯本］倉本 知明 (翻訳), 眠りの航路 (東京：白水社, 2021)
- 《複眼人》（台北：夏日出版社，2011；台北：新經典文化，2016；[簡體字版] 北京：新星出版社，2013)

［英譯本］Darryl Sterk (石岱崙), The Man with the Compound Eyes（London: Harvill Secker, 2013)
［法譯本］Gwennaël Gaffric (關首奇), L'homme aux yeux à facettes (Paris: Éditions Stock, 2014)
［土耳其文譯本］Seda Çıngay, Petekgözlü Adam (Istanbul: Kahve Yayınları, 2015)
［捷克文譯本］Pavlína Krámská, Muž Fasetovýma Očima (Nakladatel: Mi:Lú Publishing, 2016)
［印尼文譯本］The Man With The Compound Eyes (Jakarta :PRENADA MEDIA, 2017)
［匈牙利文譯本］Major Kornélia, Rovarszemű ember (Pécs: Jelenkor Kiadó, 2018)
［波蘭文譯本］Katarzyna Sarek, Człowiek o fasetkowych oczach (Warsaw: Kwiaty Orientu Publishing House, 2019)
［坦米爾文譯本］Yuvan Chandrasekar, The Man with the Compound Eyes(Tamil) (Nagercoil: KALACHUVADU PUBLICATIONS, 2019)
［瑞典文譯本］Roger Heshan Eriksson, Fasetter av liv(Swedish) (lettland: Chin Lit, 2020)
［義大利文譯本］Silvia Pozzi (傅雪蓮), Montagne e nuvole negli occhi (Roma: E/O, 2021)
［日文譯本］小栗山 智, 複眼人 (Tokyo：KADOKAWA, 2021)
［越南文譯本］Nguyễn Phúc An, NGƯỜI MẮT KÉP (Hồ Chí Minh: Phanbook, 2021)
［俄文譯本］Vitaly Andreev (衛大力), Человек с фасеточными глазами (Moscow:AST, 2021)
［德文譯本］Johannes Fiederling (唐悠翰), Der Mann mit den Facettenaugen (Berlin: Matthes & Seitz Berlin, 2022)
［加泰隆尼亞文譯本］Mireia Vargas Urpí, l'home dels ulls compostos (Barcelona: Chronos Editorial, 2022)
- 《單車失竊記》（台北：麥田出版，2015）

［英譯本］Darryl Sterk (石岱崙), The stolen bicycle (Melbourne: Text Publishing, 2017)
［日譯本］天野健太郎，《自転車泥棒》（東京：文藝春秋，2018）
［匈牙利文譯本］Major Kornélia, Az ellopott bicikli (Pécs: Jelenkor Kiadó, 2020)
［瑞典文譯本］Britta Kinnemark, Den Stulna Cykeln(Swedish) (lettland: Chin Lit, 2020)
［越南文譯本］Nguyễn Tú Uyên, CHIẾC XE ĐẠP MẤT CẮP (Ho Chi Minh City: NXB Hội Nhà Văn, 2020)
［日譯文庫本］天野健太郎 (翻訳), 自転車泥棒 (東京：文春文庫, 2021)
［泰文譯本］รำพรรณ รักศรีอักษร, จักรยานที่หายไป  (Pangkok:Biblio,2021)
［烏克蘭文譯本］Володимир Селігей, Хроніки поцуплених роверів(Kyiv:SAFRAN, 2021)
［阿拉伯文譯本］الدراجة المسروقة (Cairo:AL ARABI PUBLISHING AND DISTRIBUTING, 2022)
［韓文譯本］도난당한 자전거 (Seoul:Gimm-Young publishers, 2023)
- 《海風酒店》（新北：小寫創意，2023）

［日文譯本］三浦裕子, 海風クラブ (Tokyo：KADOKAWA, 2025)

### 短篇小說
- 《本日公休》（台北：九歌出版社，1997）
- 《虎爺》（台北：九歌出版社，2003）
- 《天橋上的魔術師》（台北：夏日出版社，2011；[簡體字版] 北京：新星出版社，2014）

［日譯本］天野健太郎，《歩道橋の魔術師》（東京：白水社，2015）［日譯文庫本］天野健太郎 (翻訳), 歩道橋の魔術師 (東京：河出文庫, 2021)
［法譯本］Gwennaël Gaffric (關首奇), Le Magicien sur la passerelle (Paris: L'Asiathèque, 2017)
［韓譯本］허유영 ,《햇빛 어른거리는 길 위의 코끼리》（파주：알마, 2018)
［越南文譯本］Nguyễn Tú Uyên ,Nhà Ảo Thuật Trên Cây Cầu Bộ Hành（Thành phố Hồ Chí Minh：NXB Hội Nhà Văn, 2024)
- 《苦雨之地》（台北：新經典文化，2019）

［日譯本］及川茜 (翻訳), 雨の島 (東京：河出書房新社, 2021)

### 散文
- 《迷蝶誌》（台北：麥田出版，2000；台北：夏日出版社，2010；[簡體字版] 北京：中國文聯出版社，2014）

［韓文譯本］허유영 , 나비탐미기 (Seoul：시루, 2016)
- 《蝶道》（台北：二魚文化，2003；2010修訂版；2025修訂版）
- 《家離水邊那麼近》（台北：二魚文化，2007；2025修訂版）
- 《浮光》（台北：新經典文化，2014；[簡體字版] 桂林：廣西師範大學出版社，2015）
- 《黑潮島航：一群海人的藍色曠野巡禮》（台北：網路與書出版 ，2019）（與張卉君、陳冠榮合著）

### 繪本
- 《三隻腳的食蟹獴與巨人》（台北：大塊文化 ，2025）

### 導覽手冊
- 《台北伊甸園：一本關於士林官邸歷史生態與延伸思考閱讀的手冊》（台北：前衛，2002）

### 論述
- 《以書寫解放自然：台灣現代自然書寫的探索》（台北：大安出版社，2004）。再版：《臺灣現代自然書寫的探索 1980-2002：以書寫解放自然 BOOK 1》（台北：夏日出版社，2011）
- 《臺灣自然書寫的作家論 1980-2002：以書寫解放自然 BOOK 2》（台北：夏日出版社，2011）
- 《自然之心─從自然書寫到生態批評：以書寫解放自然 BOOK 3》（台北：夏日出版社，2011）

### 編著
- 《臺灣自然寫作選》（台北：二魚文化，2003）
- 《溼地．石化．島嶼想像》（台北：有鹿文化，2011）（與吳晟合編）

## 獲獎及榮譽

### 國際
- 2007《睡眠的航線》獲評亞洲週刊中文十大好書
- 2014《複眼人》獲法國島嶼文學獎（Prix du livre insulaire）小說類大獎 [16]
- 2015《複眼人》獲評為《Time Out Beijing》「百年來最佳中文小說」（The best Chinese fiction books of the last century）書單
- 2016《天橋上的魔術師》獲日本推特文學獎海外編第二名[17]
- 2016《天橋上的魔術師》獲日本書店大獎翻譯小說類第三名[18]
- 2016《天橋上的魔術師》獲日本日本翻譯大獎最終候補
- 2016《單車失竊記》獲紅樓夢獎專家推薦獎。[19]
- 2018《單車失竊記》入圍布克國際獎初選名單[20]
- 2018《天橋上的魔術師》入圍法國愛彌爾·吉美亞洲文學獎（Prix Émile Guimet de littérature asiatique）決審書單[21]
- 2019《單車失竊記》獲日本日本翻譯大獎最終候補
- 2021《複眼人》The Man with the Compound Eyes獲德國柏林影展（Berlinale - Berlin International Film Festival）選入Books at Berlinale單元十本書單[22]
- 2022《複眼人》獲日本2022年第53回星雲賞(2022 Seiun Awards Nominees)海外長編部門候補[23]
- 2023《複眼人》Mireia Vargas-Urpí翻譯版本獲加泰隆尼亞筆會翻譯獎(PEN Català de Traducció 2023)[24]
- 2023《海風酒店》獲評亞洲週刊中文十大好書小說類

### 國內
- 1989〈父親的木尺〉獲全國學生文學獎
- 1992〈最後的希以列克〉獲《聯合文學》小說新人獎
- 1996〈敵蹤〉獲《臺灣新文學》王世勛小說新人獎
- 1998〈迷蝶〉獲梁實秋文學獎
- 1999〈眼〉獲《中央日報》文學獎
- 2000《迷蝶誌》獲台北文學獎文學創作獎
- 2000《迷蝶誌》獲《中央日報》年度十大好書
- 2001〈虎爺〉獲聯合報文學獎小說大獎
- 2003《蝶道》獲開卷年度好書獎
- 2003《蝶道》獲評金石堂年度最有影響力的書
- 2007《家離水邊那麼近》獲開卷年度好書獎
- 2011《複眼人》獲開卷年度好書獎
- 2012《天橋上的魔術師》獲博客來華文創作年度之最
- 2012《複眼人》獲台北國際書展小說類大獎
- 2012《天橋上的魔術師》獲開卷年度好書獎
- 2014〈美麗世（負片）〉獲九歌102年度散文獎
- 2014《浮光》獲開卷年度好書獎
- 2014《浮光》獲金石堂年度最有影響力的書
- 2015《浮光》獲金鼎獎年度圖書獎
- 2015《單車失竊記》獲台灣文學獎圖書類長篇小說金典獎
- 2015《單車失竊記》獲開卷年度好書獎
- 2015《單車失竊記》獲第四屆誠品書店閱讀職人大賞臺灣『年度最期待作家』
- 2015 入選《Shopping Design》 “Taiwan Design Best 100”
- 2016 獲第三屆聯合報文學大獎[25]
- 2018 入選《鹽分地帶文學》「當代台灣十大散文家」
- 2019 獲評金石堂年度風雲作家
- 2019 入選《La Vie》台灣創意力100雙年獎「年度最具影響力人物」
- 2019《苦雨之地》獲博客來「年度選書」
- 2019《苦雨之地》獲鏡文化「年度好書」
- 2019《苦雨之地》獲誠品書店閱讀職人大賞臺灣『年度最期待作家』
- 2023《海風酒店》獲「Openbook好書獎」年度中文創作
- 2023《海風酒店》獲博客來「年度選書」
- 2023《海風酒店》獲金石堂年度最有影響力的書
- 2023《海風酒店》獲台灣書店大賞小說類首獎